# Битва при Гимере
Битва при Гимере — сражение между греками (союз Сиракуз и Агригента) и карфагенянами за контроль над Сицилией, произошедшее в 480 году до н. э. Карфагенская армия была разбита, а карфагенские колонии на Сицилии заплатили грекам большой выкуп. По мнению ряда историков, битва при Гимере была попыткой открыть «второй фронт» греко-персидской войны.

## Предыстория
Финикийцы основывали торговые посты на побережье Сицилии после 900 года до н. э., занимаясь торговлей с элимцами, сиканами и сикулами. Но после прибытия греческих колонистов в 750 году до н. э. эти посты были захвачены Мотией, Панормом и Солусонтом. Эти города были присоединены к карфагенским землям после 540 года до н. э.
Город Гимера когда-то просил Фаларида, тирана Агригента (570—554 годы до н. э.), взять власть над ним. Ферон поддержал Фаларида, когда тот сверг Терилла, и присоединил город. Терилл, пришедший в своё время к власти после свержения правящих олигархов, испытывал недостаток в общественной поддержке. Поэтому он обратился за помощью к Гамилькару, суффету Карфагена. После 3-летней задержки, в 480 году до н. э., прибыла карфагенская экспедиция, совпавшая по времени с вторжением Ксеркса в Грецию.
Карфагенский флот, сопровождаемый 60 триремами, приплыл в Панорм. Гамилькар решил сначала восстановить власть Фаларида и лишь затем начать завоевание Сицилии.
Карфагеняне расположились двумя лагерями около Гимеры. Стоянка флота расположилась к северу от города, наземные войска находились с юга. Неизвестно, хотел ли Гамилькар начать осаду или решить всё генеральным сражением.
Город не был полностью блокирован — восточное и южное направления были свободны.
Гамилькар участвовал в рекогносцировке и победил греков в генеральном сражении около Гимеры. Ферон послал сообщение о своём положении Гелону, который прибыл с армией и расположился около реки. Его коннице удалось захватить многих фуражиров Гамилькара.

## Состав армий

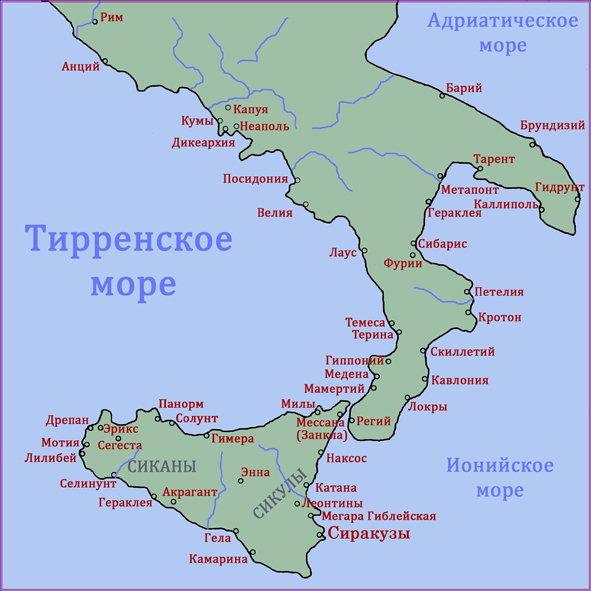
Карта Сицилии и Южной Италии

### Карфагенские войска
Основную часть армии составляли африканские подразделения. Тяжёлая пехота сражалась в плотной фаланге, вооружённая тяжёлыми метательными копьями, длинными щитами и короткими мечами, из защитного вооружения имея шлемы и льняные панцири. Сардинская и галльская пехота были экипированы собственным оружием, но часто на средства Карфагена. Лёгкая ливийская пехота имела на вооружении копья и маленькие щиты, как и иберийская лёгкая пехота.
Ливийцы и карфагенские граждане обеспечивали дисциплинированную конницу, вооружённую копьями и круглыми щитами.

### Греко-сицилийские войска
Гелон и Ферон обладали закалённой в боях армией. Помимо граждан колоний она включала греческих и сицилийских наёмников. Гелон получил денежные средства на финансирование военных действий от своих граждан, что указывало на серьёзность ситуации. Основу армии составляли наёмные гоплиты из Сицилии, Италии и материковой Греции. Некоторые из граждан служили пельтастами, в то время как более богатые сформировали конницу.

## Ход битвы
Геродот и Диодор Сицилийский дали собственные описания битвы при Гимере, сильно отличающиеся друг от друга.

### Версия Геродота
Греческая и карфагенская армия сражались от рассвета до заката, в то время как Гамилькар следил за схваткой из своего лагеря, принося финикийскому богу Баалу жертвы на огромном костре. Когда карфагенская армия была разбита, полководец прыгнул в жертвенный огонь. Геродот отмечает, что по сицилийской традиции считалось, что сражение прошло в один день с битвой при Саламине.

### Версия Диодора
Нападения греческой конницы на карфагенских фуражиров заставили Гамилькара отправить письмо в Селинунт с просьбой отправить конницу к Гимере к дате приношения жертв греческому божеству Посейдону. Письмо было перехвачено людьми Гелона. Тот решил замаскировать своих людей под союзных Карфагену греков.
На рассвете всадники Гелона достигли карфагенского морского лагеря и были туда допущены. После этого армия Гелона двинулась на сухопутный карфагенский лагерь. Ферон и его армия осталась в Гимере. Карфагенская армия покинула лагерь и заняла позиции на холме. Борьба была жестокой и долгой, и ни одна из сторон не получила перевеса.
Замаскированные греческие всадники убили Гамилькара, готовившего жертву богам, и затем подожгли выброшенные на берег суда, вызвав хаос в морском лагере. Карфагеняне отступили к оставшимся судам, некоторые из которых смогли покинуть место схватки. Но элитные карфагенские воины не покинули поле боя и были перебиты полностью. Когда новости о смерти Гамилькара и поджоге судов достигли сражавшихся армий, греки смогли победить карфагенян, бежавших в свой лагерь.
Армия Гелона штурмовала карфагенский лагерь, но греки предались грабежу. Иберийцы напали на распавшиеся отряды, нанеся серьёзные потери. В этом критическом положении Ферон решил вступить в бой. Он атаковал фланг и тыл иберийцев в лагере и также поджёг палатки. Те отступили к оставшимся судам. Другие карфагенские воины покинули лагерь и отступили к безводному холму, но в конечном счёте были вынуждены сдаться.
Половина карфагенской армии погибла, большая часть флота была сожжена, грекам досталась богатая добыча.

## Последствия
Сицилийские тираны не стали атаковать после сражения Гимеру и карфагенскую территорию в Сицилии, так как их противник подготовился к греческому вторжению и укрепил городские стены. Карфаген заплатил 2000 серебряных талантов в качестве компенсации, установил два памятника в память о битве, но не потерял своей территории. Греческая культура и торговля продолжали процветать в Сицилии, а борьба между тиранами гарантировала сохранение мира.
Карфаген сосредоточился на том, чтобы продолжать территориальную экспансию в Африке, оставив Сицилию в покое на 70 лет.
В «Апофтегмате» Плутарха говорится, что одним из условий мира после победы при Гимере было прекращение приношения детей Молоху.